# Dave Courtney
David John Courtney (17 de febrero de 1959-22 de octubre de 2023) fue un autoproclamado gánster inglés que se convirtión en autor y actor.
El autor Bernard O'Mahoney y Frankie Fraser, un exmiembro de la Richardson Gang, acusaron a Courtney de embellecer e inventar sus antecedentes penales y su posición en el mundo del crimen, no obstante, Courtney negó haber exagerado su pasado.

## Vida personal
Courtney nació en Bermondsey, Londres. Estudió en la escuela primaria Adamsrill en Sydenham, al sureste de Londres.
Courtney solía centrarse en sus vínculos con gángsters como Reggie Krayy Lenny McLean, a pesar de que tenía nueve años cuando Kray fue encarcelado. Courtney ha afirmado que le han disparado, apuñalado y arrancado la nariz de un mordisco, declarando que ha tenido que matar para seguir vivo. Aseguró que su implicación en un accidente de coche en la autopista M20 fue un intento de matarle por parte de «alguien que le guardaba rencor».
Courtney solía llamarse a sí mismo Dave Courtney OBE, sufijo que significa One Big Ego (un gran ego). Su casa en Plumstead, llamada Camelot Castle, estaba decorada con banderas de la Union jack y la cruz de San Jorge, una representación pintada de sí mismo como caballero y un gran puño de acero.
Courtney afirmó haber estado implicado en el cobro de deudas, agresiones, contrabando y asesinatos. También afirmó haber pasado tiempo en la prisión de Belmarsh como preso de alta seguridad, lo que ha sido respaldado por el exguardia de prisiones Jim Dawkins en su libro The Loose Screw.
En su libro F**k the Ride, Courtney afirma haber sido declarado inocente en 19 juicios distintos.
El 22 de octubre de 2023, Courtney fue encontrado muerto en su casa de Chestnut Rise, Plumstead, tras dispararse a sí mismo. Tenía 64 años.

## Autor
En su carrera como autor, Courtney publicó un total de seis libros: Stop the Ride I Want to Get Off, Raving Lunacy, Dodgy Dave's Little Black Book, The Ride's Back On, F **k the Ride, y Heroes & Villains.
Courtney protagonizó y produjo su propia película, Hell to Pay (2005), así como asumió el papel protagonista de Mad Dave junto a Manish Patel en la película británica de bajo presupuesto Triads, Yardies and Onion Bhajees (2003).

## Actuación
Courtney se ganaba la vida principalmente con documentales de televisión y apariciones personales, dirigía su propio sitio web, participaba en obras benéficas y trabajó en las películas Six Bend Trap y Clubbing to Death junto a Craig Charles y Nick Moran. En el año 2008, Courtney apareció en la película The Dead Sleep Easy, rodada en México .[cita requerida]
Courtney trabajó con el director Liam Galvin en dos DVD: Dave Courtney's Dodgy DVD y Dave Courtney Even Dodgier, ambos publicados por Gangster Videos. Volvió a colaborar con Liam Galvin en las películas Killer Bitch y Mob Handed, de los años 2010 y 2016 respectivamente.
Courtney participó en la película Mother's Child (2020), interpretando al dueño de un club, el señor Townsend, junto a Alex Reid. Se estrenó en todo el mundo en Amazon Prime, DVD y Blu-ray.

## Asuntos legales
En junio de 2004, Courtney fue absuelto de golpear a su novia Jennifer Lucrea Pinto durante una discusión acerca de su amante lesbiana.
En enero de 2009, el Tribunal de la Corona de Bristol le concedió 18 meses de libertad condicional bajo la acusación de posesión de munición real sin certificado de armas de fuego. Su argumento de que no sabía que el único cartucho de la pistola estaba cargado y no era de utilería hizo que el juez Ticehurst comentara: "Quizá socave su credibilidad en la calle y su actuación escénica el hecho de que no pueda distinguir entre un cartucho real y uno falso. Pero quizá no me corresponda a mí decirlo".
En mayo de 2009, Courtney se declaró en quiebra, ya que debía £400.000 a sus acreedores, incluidos impuestos por valor de £250.000.
El 29 de julio de 2009 fue detenido y acusado de posesión de un arma prohibida, concretamente, de una pistola Brocock de aire comprimido, y de tenencia de un arma de fuego siendo una persona no autorizada. Fue enviado bajo custodia al Tribunal de la Corona de Woolwich para ser juzgado. La pistola Brocock era legal anteriormente como arma de aire comprimido (y, por tanto, Courtney podía poseerla legalmente), pero la preocupación de la policía por la «facilidad» con la que se pueden convertir en armas de fuego de cartucho llevó a prohibir este diseño específico. Courtney estuvo en prisión preventiva en HMP Belmarsh, por los delitos de armas de fuego antes mencionados. El 10 de diciembre de 2009, Courtney fue absuelto después de que el jurado se tomara dos horas para declararlo inocente de todos los cargos.

## Publicaciones
- Dave Courtney (1999). Stop the Ride I Want to Get Off. Virgin Publishing. ISBN 0-7535-0462-6.
- Dave Courtney (2000). Raving Lunacy. Virgin Publishing. ISBN 0-7535-0504-5.
- Dave Courtney (2001). Dodgy Dave's Little Black Book. Virgin Books. ISBN 0-7535-0685-8.
- Dave Courtney (2003). The Ride's Back On. Virgin Books. ISBN 0-7535-0860-5.
- Dave Courtney (2005). F**k the Ride. Virgin Books. ISBN 1-85227-227-9.
- Dave Courtney (2006). Heroes & Villains. Virgin Books. ISBN 0-7535-1177-0.
- Jim Dawkins; Dave Courtney (2008). The British Crime and Prison Quiz Book. Prefacio de Charles Bronson. Apex. ISBN 978-1-906358-01-3.

## Filmografía
- Mob Handed (2016)
- Gangsters Gamblers Geezers (2016)
- Full English Breakfast (2014)
- Fraud (2011)
- Killer Bitch (2010)
- The Dead Sleep Easy (2008)
- Clubbing to Death (2007)
- Six Bend Trap (2006)
- Hell to Pay (2005)
- The Baby Juice Express (2004)
- Triads, Yardies and Onion Bhajees (2003)
- Dave Courtney's Underworld (documental) (2000)
- One in Something (1999)
- The Krays (1990)